# Simon Hermann Post
Simon Hermann Post (* 20. September 1724 in Bremen; † 12. April 1808 in Bremen) war ein deutscher Jurist, Bremer Syndicus und Archivar.  

## Biografie
Post war der Sohn des ersten Bremer Archivars Hermann Post (1693–1762) und der Bürgermeistertochter Rebecka geb. von Line. Sein Bruder war der Archivar, Bremer Senator und Bremer Bürgermeister Liborius Diederich Post (1737–1822). 
Nach dem Abitur studierte er ab etwa 1745 Rechtswissenschaften. Er promovierte 1750 zum Dr. jur. an der Universität Helmstedt. Von 1753 bis 1763 war er wie sein Vater als Archivar in bremischen Diensten, von 1762 als Leiter des Bremer Archivs. 1763 wurde er Syndicus primarius und Direktor der Ratskanzlei in Bremen. Er war in diplomatischen Diensten für Bremen mehrfach unterwegs.
Der Simon-Hermann-Post-Weg in Bremen-Oberneuland wurde nach ihm benannt.